# Siège de Telkalakh
Guerre civile syrienne
Batailles
Le siège de Telkalakh est une opération lancée par les forces armées syriennes contre des manifestants dans la ville de Telkalakh entre le 14 et le 19 mai 2011, dans le cadre de la guerre civile syrienne. Elle a pour but de reprendre le contrôle de la ville aux manifestants anti-Assad.
Après seulement 5 jours de siège et d'opérations, la ville finit par tomber aux mains de l'armée arabe syrienne qui réussit à rétablir l'ordre dans cette ville non loin de la frontière libanaise.

## Déroulement
Le siège débute le 14 mai 2011, lorsque l'armée arabe syrienne lance une opération dans la ville de Telkalakh en entourant celle-ci. Le gouvernement dit cibler des groupes terroristes tandis que l'opposition dénonce des mesures de répression contre des manifestants pro-démocratie. Une autre raison de l'opération évoquait d'après le journal syrien Al-Watan, proche du régime s'agit que des groupes hommes armés avaient fui les villes de Banias au nord-ouest et de Homs, pour trouver refuge à Telkalakh. Selon la même source, des combats ont eu lieu entre l'armée syrienne et des hommes armés s'étant réfugiés dans cette ville en ajoutant que d'autres hommes armés venant cette fois-ci du Liban auraient soutenu les hommes armés réfugiés à Telkalakh.
Le lendemain, l'armée entre dans cette ville non loin de la frontière libanaise, l'armée y aurait tué plusieurs manifestants tandis que d'autres traversaient le fleuve Kabir pour entrer au Liban,. D'après l'AFP, les victimes durant la journée du 18 mai seraient de 8 morts. L'utilisation de tirs à l'arme automatique et de bombardements aurait eu lieu par l'armée syrienne, fidèle au président Bachar el-Assad d'après les manifestants. Ce serait principalement le quartier de Harel al Borj et la périphérie de la ville qui se seraient fait bombarder. L'armée syrienne aurait aussi entre le 15 et 18 mai saccagé et vandalisé plusieurs habitations abandonnées par ces habitants.
Le 19 mai, l'armée annonce avoir terminé son opération et commence à se retirer de la ville.